# Gilles Simeoni

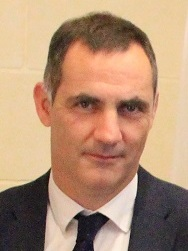
Gilles Simeoni (2017)

Gilles Simeoni (* 20. April 1967 in Bastia) ist ein französischer Rechtsanwalt und korsisch-nationalistischer Politiker (IpC, FaC). Er ist seit Dezember 2015 Präsident des Exekutivrats von Korsika. Zuvor war er von 2014 bis Ende 2015 Bürgermeister der Stadt Bastia.

## Familie, Studium und Anwaltsberuf
Simeoni ist der Sohn des Gastroenterologen und korsisch-nationalistischen Politikers Edmond Simeoni und ein Neffe des ehemaligen Europaabgeordneten Max Simeoni. Seine Mutter, eine Zahnärztin, ist elsässischer und polnischer Herkunft.
Sein Studium an der Universität Korsikas Pasquale Paoli in Corte und der Universität Paul Cézanne Aix-Marseille III beendete Simeoni mit einer Maîtrise in Jura und einem DEA in Politikwissenschaft. 1994 wurde er in Bastia als Rechtsanwalt zugelassen. Mit einer Arbeit über die „Auswirkungen der Erweiterung der EWG um Spanien und Portugal auf die Verpflichtungen der Gemeinschaft im Mittelmeerraum“ promovierte er 1996 bei Bruno Étienne. Simeonis prominentestes Mandat als Anwalt war die Verteidigung von Yvan Colonna, der 2007 wegen der Ermordung des Präfekten Claude Érignac zu lebenslanger Haft verurteilt wurde.

## Politischer Werdegang
Nachdem er sich bereits als Student politisch engagiert hatte, trat Simeoni bei der Kommunalwahl 2001 in Bastia erfolglos für die korsisch-nationalistische und linke Mossa Naziunale („Nationale Bewegung“) an. 2003 trat er den Französischen Liga für Menschenrechte bei. Bei der französischen Parlamentswahl 2007 trat er im 2. Wahlkreis des Départements Haute-Corse an, schied aber mit 13,5 % als Drittplatzierter im ersten Wahlgang aus. Bei der Kommunalwahl im Jahr darauf führte er die Liste Inseme per Bastia („Gemeinsam für Korsika“) an, die mit 15 Prozent im ersten und 25 Prozent im zweiten Wahlgang auf Platz zwei kam. Anschließend war Simeoni Oppositionsführer im Gemeinderat der zweitgrößten Stadt Korsikas. 
Seine Partei dehnte er anschließend auf regionaler Ebene unter dem Namen Inseme per a Corsica („Gemeinsam für Korsika“) aus. Sie schloss sich zur Regionalwahl 2010 mit der Partitu di a Nazione Corsa (PNC) zum gemäßigt nationalistischen Bündnis Femu a Corsica („Machen wir Korsika“) zusammen, dessen Spitzenkandidat Simeoni war. Die Liste wurde mit 25,9 Prozent im zweiten Wahlgang drittstärkste Kraft in der Versammlung von Korsika. Bei der französischen Parlamentswahl 2012 war Simeoni Kandidat im 1. Wahlkreis von Haute-Corse (in dem Bastia liegt). Mit 24,7 Prozent im ersten und 31,2 Prozent im zweiten Wahlgang kam er auf den zweiten Platz. Simeonis Liste Inseme per Bastia gewann die Kommunalwahl in Bastia im März 2014 mit 32,3 Prozent im ersten Wahlgang und 55,4 Prozent in der Stichwahl. Daraufhin löste Simeoni Émile Zuccarelli von der linksliberalen PRG ab (die seit 1968 das Stadtoberhaupt stellte) und wurde als erster korsischer Nationalist Bürgermeister von Bastia.

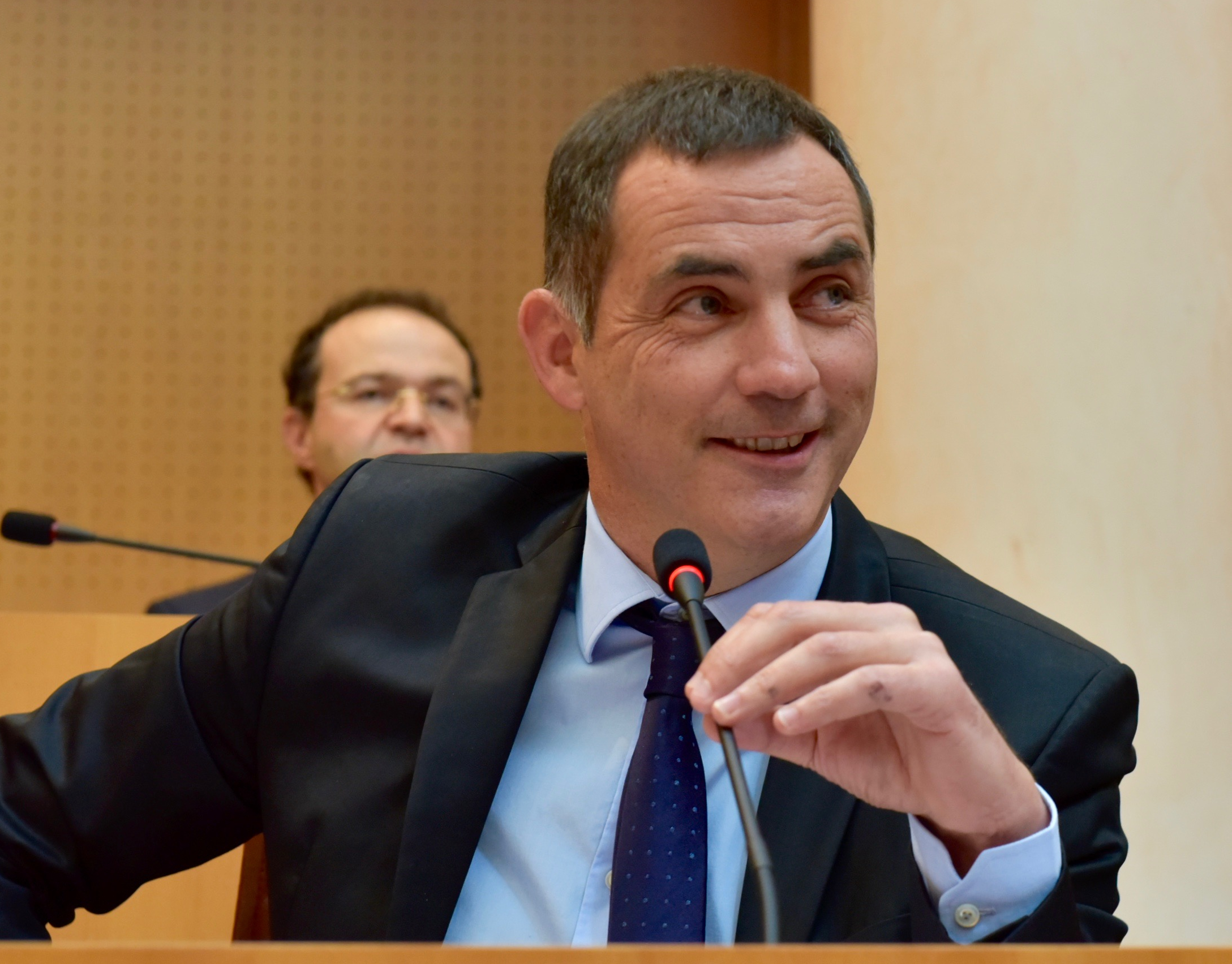
Gilles Simeoni im Jahr 2016

Bei der Regionalwahl im Dezember 2015 kam das von Simeoni geführte Bündnis Femu a Corsica im ersten Wahlgang auf 17,6 Prozent. Im zweiten Wahlgang verbündete es sich mit der radikaleren nationalistischen und linken Partei Corsica Libera von Jean-Guy Talamoni, die für die Unabhängigkeit Korsikas von Frankreich eintritt; die verbundenen Listen gewannen die Wahl mit 35,3 Prozent der Stimmen. Daraufhin wurde Talamoni zum Präsidenten des korsischen Parlaments und Simeoni zum Präsidenten des Exekutivrats (Regionalregierung) gewählt. Das Bürgermeisteramt von Bastia übergab er an seinen bisherigen Stellvertreter Pierre Savelli. Femu a Corsica wandelte sich 2017 von einem bloßen Bündnis in eine Partei um, Inseme per a Corsica löste sich dafür auf. 
Tatsächlich bekam Korsika zum Jahresbeginn 2018 einen neuen Status als Collectivité territoriale unique (Gebietskörperschaft eigener Art). Die beiden bisherigen Départements auf dem Gebiet der Insel wurden dafür aufgelöst, ihre Selbstverwaltungskompetenzen gingen auf die Versammlung und den Exekutivrat von Korsika über. Vor Inkrafttreten des neuen Statuts wurde im Dezember 2017 die Versammlung von Korsika neu gewählt. Die von Simeoni angeführte Koalition Pè a Corsica aus Femu a Corsica, PNC und Corsica Libera erhielt diesmal mit 45,4 Prozent im ersten und 56,5 Prozent im zweiten Wahlgang die absolute Mehrheit. Pè a Corsica („Für Korsika“) trat für ein neues, verstärktes Autonomiestatut mit eigenen Gesetzgebungsbefugnissen in bestimmten Bereichen und eigener Besteuerung ein; für Korsisch und Französisch als gleichberechtigte Amtssprachen; für das Erfordernis, mindestens fünf Jahre in Korsika zu leben, bevor man dort ein Grundstück kaufen darf; sowie für eine Amnestierung von ihrer Ansicht nach politischen Häftlingen.
Vor der Regionalwahl im Juni 2021 löste sich die Koalition Pè a Corsica auf, Simeonis Partei Femu a Corsica trat ohne ihre bisherigen Partner PNC und Corsica Libera an. Dennoch wurde sie mit 29,2 Prozent im ersten und 40,6 Prozent im zweiten Wahlgang wieder stärkste Kraft. Simeoni wurde als Präsident des Exekutivrats bestätigt.